# لينا بيكر
لينا بيكر (بالإنجليزية: Lena Baker)‏ هي خادمة المنزل أمريكية، ولدت في 8 يونيو 1901 في كوثبرت في الولايات المتحدة، وتوفيت في 5 مارس 1945 في ريدسفيل في الولايات المتحدة بسبب صعق كهربائي.